# ジェンス・パルヴァー
ジェンス・パルヴァー（Jens Pulver、1974年12月6日 - ）は、アメリカ合衆国の男性総合格闘家。ワシントン州サニーサイド出身。チーム・カラン所属。元UFC世界ライト級王者。UFC殿堂入り。
レスリング出身でありながらボクシングを主武器とし、徹底的な打撃の連打で対戦相手を粉砕することから「パルバライザー」（粉砕機）の異名を持つ。また、プロボクシングやキックボクシングの試合もこなしている。

## 来歴
小学校時代からレスリングを始め、高校時代には2度州王者になった。大学時代に総合格闘技を始め、その後暫くしてミレティッチ・マーシャルアーツ・センターにてパット・ミレティッチに師事した。

### UFC
2001年2月23日、UFC 30で行われた初代UFC世界ライト級（旧バンタム級）王座決定戦で宇野薫と対戦し、判定勝ちを収め王座獲得に成功した。
2001年9月28日、UFC 33でデニス・ホールマンとタイトルマッチを行い、判定勝ちを収め王座の初防衛に成功した。
2002年1月11日、UFC 35でBJ・ペンとタイトルマッチを行い、判定勝ち。2度目の王座防衛に成功するが、3月に契約問題からUFCライト級王座を返上しUFCを離れた。

### UFC離脱後
2002年8月8日、UFO LEGENDで村浜武洋と対戦し、僅差の判定勝ちを収めた。
2003年1月25日、UCC世界ライト級王座決定戦でドゥエイン・ラドウィックと対戦し、右ストレートでKO負けを喫し王座獲得に失敗した。
2004年3月22日、修斗に参戦し、植松直哉からKO勝ち。7月8日、修斗ハワイ大会「Soljah Fight Night」にてステファン・パーリングと対戦し、TKO勝ち。
2004年9月19日、シュートボクシングのトーナメント『S-cup 2004』に参戦。1回戦で代常亮に左ボディブローでTKO勝ちを収めた。しかし試合後、ステファン・パーリング戦などで痛めていた右後十字靭帯が悪化し、準決勝を棄権。

### PRIDE
2004年12月31日、PRIDE初参戦となったPRIDE 男祭り 2004で五味隆典と対戦し、KO負けを喫した。
2005年5月22日、PRIDE 武士道 -其の七-ではTAISHOにKO勝ち。9月25日のPRIDE 武士道 -其の九-ではライト級（-73kg）トーナメント1回戦で桜井"マッハ"速人と対戦し、TKO負け。
2006年4月2日、PRIDE 武士道 -其の拾-でアライケンジと対戦し、TKO勝ち。

### UFC復帰
2006年9月23日、UFC復帰戦となったUFC 63でジョー・ローゾンと対戦し、KO負け。
The Ultimate Fighter 5のコーチを務め、2007年6月23日のフィナーレでは同じくコーチを務めたBJ・ペンと対戦し、チョークスリーパーで一本負け。

### WEC
2007年12月12日、フェザー級転向初戦となるWEC 31でカブ・スワンソンと対戦し、ギロチンチョークで一本勝ち。続いて2008年6月1日、WEC 34でユライア・フェイバーの持つWEC世界フェザー級王座に挑戦したが、0-3の判定負けを喫し王座獲得に失敗した。ファイト・オブ・ザ・ナイトを受賞した。11月5日のWEC 36ではレオナルド・ガルシアにTKO負けを喫した。
2009年1月25日、WEC 38でユライア・フェイバーと再戦し、ギロチンチョークで一本負け。
2010年3月6日、WEC 47でハビエル・バスケスに腕ひしぎ十字固めで敗れた。
2010年8月14日、PWP: War on the Mainlandでディエゴ・ガリーホと対戦し、ギロチンチョークで一本負けを喫し、6連敗となった。

## 人物・エピソード
- ミレティッチ・マーシャルアーツ・センターに所属していた頃に同門だったマット・ヒューズが出版した自伝“Made in America”にて、パルヴァーの性格や武勇伝が書かれている。
- 趣味はフライ・フィッシングやゴルフ。
- 幼少期、父親から家庭内暴力を受けていたことを告白し、その恐怖から逃れるためにレスリングに没頭したと語っている。

## 戦績

### 総合格闘技
| 総合格闘技 戦績 | 総合格闘技 戦績 | 総合格闘技 戦績 | 総合格闘技 戦績 | 総合格闘技 戦績 | 総合格闘技 戦績 | 総合格闘技 戦績 |
| --------------- | --------------- | --------------- | --------------- | --------------- | --------------- | --------------- |
| 47 試合         | (T)KO           | 一本            | 判定            | その他          | 引き分け        | 無効試合        |
| 27 勝           | 14              | 4               | 9               | 0               | 1               | 0               |
| 19 敗           | 8               | 9               | 2               | 0               | 1               | 0               |

| 勝敗 | 対戦相手                   | 試合結果                               | 大会名                                                          | 開催年月日     |
| ×    | サミ・アジズ               | 5分3R終了 判定0-3                      | Superior Challenge 9: Gothenburg                                | 2013年11月23日 |
| ×    | 上田将勝                   | 2R 3:52 スピニングチョーク             | ONE FC 8: Kings and Champions 【バンタム級グランプリ 準決勝】   | 2013年4月5日   |
| ○    | ヂァオ・ヤンフェイ         | 3R 負傷判定3-0                         | ONE FC 6: Rise of Kings 【バンタム級グランプリ 1回戦】          | 2012年10月6日  |
| ×    | エリック・ケリー           | 2R 1:46 TKO（左ミドルキック→パウンド） | ONE FC 5: Pride of a Nation                                     | 2012年8月31日  |
| ○    | ジェシー・ソーントン       | 5分3R終了 判定3-0                      | CWC: Operation Fight Night                                      | 2012年4月14日  |
| ×    | ティム・エリオット         | 2R 2:12 KO（膝蹴り）                   | RFA 1: Elliott vs. Pulver                                       | 2011年12月16日 |
| ○    | コティ・ウィーラー         | 2R 1:59 TKO（パンチ連打）              | MMA Fight Pit: Genesis                                          | 2011年8月13日  |
| ×    | ブライアン・デビッドソン   | 1R 4:04 リアネイキドチョーク           | Titan FC 18                                                     | 2011年5月27日  |
| ○    | ウエイド・チョーテ         | 5分3R終了 判定2-1                      | Chicago Cagefighting Championship                               | 2011年3月5日   |
| ○    | マイク・リンドクィスト     | 1R 0:49 リアネイキドチョーク           | XFO 38                                                          | 2011年1月22日  |
| ×    | ディエゴ・ガリーホ         | 1R 1:08 ギロチンチョーク               | PWP: War on the Mainland                                        | 2010年8月14日  |
| ×    | ハビエル・バスケス         | 1R 3:41 腕ひしぎ十字固め               | WEC 47: Bowles vs. Cruz                                         | 2010年3月6日   |
| ×    | ジョシュ・グリスピ         | 1R 0:33 ギロチンチョーク               | WEC 41: Brown vs. Faber 2                                       | 2009年6月7日   |
| ×    | ユライア・フェイバー       | 1R 1:34 ギロチンチョーク               | WEC 38: Varner vs. Cerrone                                      | 2009年1月25日  |
| ×    | レオナルド・ガルシア       | 1R 1:12 TKO（スタンドパンチ連打）      | WEC 36: Faber vs. Brown                                         | 2008年11月5日  |
| ×    | ユライア・フェイバー       | 5分5R終了 判定0-3                      | WEC 34: Faber vs. Pulver 【WEC世界フェザー級タイトルマッチ】    | 2008年6月1日   |
| ○    | カブ・スワンソン           | 1R 0:35 ギロチンチョーク               | WEC 31: Faber vs. Curran                                        | 2007年12月12日 |
| ×    | BJ・ペン                   | 2R 3:12 チョークスリーパー             | The Ultimate Fighter 5 Finale                                   | 2007年6月23日  |
| ×    | ジョー・ローゾン           | 1R 0:48 KO（左フック）                 | UFC 63: Hughes vs. Penn                                         | 2006年9月23日  |
| ○    | コール・エスコヴィード     | 1R 0:56 KO（左フック）                 | IFL: Legends Championship 2006                                  | 2006年4月29日  |
| ○    | アライケンジ               | 1R 3:59 TKO（サッカーボールキック）    | PRIDE 武士道 -其の拾-                                           | 2006年4月2日   |
| ×    | 桜井"マッハ"速人           | 1R 8:56 TKO（膝蹴り→パウンド）         | PRIDE 武士道 -其の九- 【ライト級トーナメント 1回戦】            | 2005年9月25日  |
| ○    | TAISHO                     | 1R 1:00 KO（左フック）                 | PRIDE 武士道 -其の七-                                           | 2005年5月22日  |
| ×    | 五味隆典                   | 1R 6:21 KO（左アッパー）               | PRIDE 男祭り 2004 -SADAME-                                      | 2004年12月31日 |
| ○    | ステファン・パーリング     | 3R 1:47 TKO（パンチ連打）              | Shooto Hawaii: Soljah Fight Night                               | 2004年7月9日   |
| ○    | 植松直哉                   | 1R 2:09 KO（左フック）                 | 修斗                                                            | 2004年3月22日  |
| ○    | リチャード・ヘス           | 1R 2:14 フロントチョーク               | IFC: Battleground Boise 【ISKA MMA世界フェザー級王座決定戦】    | 2003年10月25日 |
| ○    | ジョー・ジョーダン         | 2R 3:12 KO（パンチ）                   | Extreme Challenge 52                                            | 2003年8月15日  |
| ×    | ジェイソン・マックスウェル | 1R 4:54 TKO（パンチ連打）              | HOOKnSHOOT: Absolute Fighting Championships 3                   | 2003年5月24日  |
| ×    | ドゥエイン・ラドウィック   | 1R 1:13 KO（右ストレート）             | UCC 12: Adrenaline 【UCC世界ライト級王座決定戦】                | 2003年1月25日  |
| ○    | 村浜武洋                   | 5分3R終了 判定2-1                      | 世界最強伝説 UFO LEGEND                                         | 2002年8月8日   |
| ○    | ロバート・エマーソン       | 5分3R終了 判定3-0                      | Ultimate Wrestling                                              | 2002年6月29日  |
| ○    | BJ・ペン                   | 5分5R終了 判定2-0                      | UFC 35: Throwdown 【UFC世界ライト級タイトルマッチ】             | 2002年1月11日  |
| ○    | デニス・ホールマン         | 5分5R終了 判定3-0                      | UFC 33: Victory in Vegas 【UFC世界ライト級タイトルマッチ】      | 2001年9月28日  |
| ○    | 宇野薫                     | 5分5R終了 判定2-0                      | UFC 30: Battle on the Boardwalk 【UFC世界バンタム級王座決定戦】 | 2001年2月23日  |
| ○    | ジョン・ルイス             | 1R 0:15 KO（左フック）                 | UFC 28: High Stakes                                             | 2000年11月17日 |
| ○    | デイブ・グリース           | KO（パンチ連打）                       | Gladiators 10                                                   | 2000年10月14日 |
| ×    | ディン・トーマス           | 2R 0:33 ヒールホールド                 | WEF: New Blood Conflict 【ISCF世界ライト級王座決定戦】          | 2000年8月26日  |
| ○    | ジョン・ホーキ             | 5分3R終了 判定3-0                      | UFC 26: Ultimate Field of Dreams                                | 2000年6月9日   |
| ○    | エリック・ヒブラー         | 1R 1:54 KO（打撃）                     | WEF 9: World Class                                              | 2000年5月13日  |
| ○    | デヴィッド・ヴェラスケス   | 2R 2:41 TKO（パンチ連打）              | UFC 24: First Defense                                           | 2000年3月10日  |
| ○    | フィル・ジョーンズ         | 1R 0:33 KO（右フック）                 | WEF 8: Goin' Platinum                                           | 2000年1月15日  |
| △    | アルフィ・アルカレズ       | 5分2R終了 判定1-0                      | UFC 22: There Can Be Only One Champion                          | 1999年9月24日  |
| ○    | ジョー・スティーブンソン   | 1R 0:38 KO（パンチ）                   | Bas Rutten Invitational 3                                       | 1999年6月1日   |
| ○    | レイ・モラレス             | 1R 0:51 フロントチョーク               | Bas Rutten Invitational 3                                       | 1999年6月1日   |
| ×    | デビッド・ハリス           | 1R 11:57 アンクルホールド              | Bas Rutten Invitational 2                                       | 1999年4月24日  |
| ○    | カーティス・ヒル           | 1R 3:00 TKO（タオル投入）              | Bas Rutten Invitational 2                                       | 1999年4月24日  |

### キックボクシング
| 勝敗 | 対戦相手 | 試合結果                      | 大会名                                             | 開催年月日    |
| ○    | 代常亮   | 1R 2:37 TKO（左ボディブロー） | SHOOT BOXING WORLD TOURNAMENT S-cup 2004 【1回戦】 | 2004年9月19日 |

### プロボクシング
- 4戦4勝3KO

## 獲得タイトル
- 初代UFC世界ライト級王座（2001年）
- ISKA MMA世界フェザー級王座（2003年）

## 表彰
- WEC ファイト・オブ・ザ・ナイト（1回）
- UFC殿堂入り（2023年）

## 出演
- Jens Pulver: Driven (2011)